# 阳春华
阳春华（1965年1月—），女，湖南双峰人，中国自动化控制专家，中南大学自动化学院教授。长期从事过程建模与优化控制、智能感知与自动化装置、工业大数据分析与深度学习、流程工业智能优化制造等研究。

## 生平
1965年出生于湖南省双峰县一个普通干部之家。1985年毕业于中南矿冶学院自动化系，获工学学士学位。1988年毕业于中南工业大学自动控制工程系，获工学硕士学位。2002年毕业于中南大学控制科学与工程专业，获博士学位。1999年至2001年，担任比利时鲁汶大学访问教授。2009年至2010年，担任加拿大西安大略大学高访研究学者。2015年受聘为福建工程学院客座教授。2021年当选IEEE Fellow。

## 荣誉
- 第五届湖南省青年科技奖（2005年）[4]
- 湖南十大杰出女性荣誉称号（2007年）[5]
- 国家杰出青年基金（2010年）[6]